# 寒隱棘杜父魚
寒隱棘杜父魚，為輻鰭魚綱鮋形目杜父魚亞目隱棘杜父魚科的其中一種，為深海魚類，分布於北太平洋日本、鄂霍次克海至美國華盛頓州海域，棲息深度0-1100公尺，體長可達7公分，棲息在底層水域，生活習性不明。

## 扩展阅读
維基物種上的相關：寒隱棘杜父魚